# Companhia Cervejaria Brahma
Companhia Cervejaria Brahma foi uma cervejaria brasileira fundada em 1888, no Rio de Janeiro, pelo suíço Joseph Villiger, com o nome de Manufactura de Cerveja Brahma Villiger & Companhia.

## História
A oficina estabelecida na Rua Marquês de Sapucahí, onde mais tarde ocorreria o desfile das escolas de samba do Rio de Janeiro, fabricava, a princípio, cerca de 12 mil litros de cerveja por dia. Em setembro daquele ano, Villiger registrou a marca Brahma na Junta Comercial da Capital do Império. A origem do nome é controversa: poderia se dever à simpatia do suíço pela cultura indiana ou à admiração pelo compositor Johannes Brahms. Mas o mais provável é que seja uma homenagem ao inventor da válvula de chope, o inglês Joseph Bramah.
Entre 1906 e 1937 foi comandada pelo alemão Johann Friedrich Künning.
Daí por diante a história da marca e da cerveja se confundem parcialmente, porém a cervejaria passou a investir em outros mercados, dentro da área de bebidas. Foram criados linhas de refrigerantes, tais como o Guaraná Brahma, o Limão Brahma, e a Sukita, entre outros.
Suas campanhas de publicidade foram premiadas em diversos festivais, como o de Cannes.
Em 1980, adquire a participação acionária das Cervejarias Reunidas Skol Caracu. Em 1984, assina o contrato de distribuição dos produtos Pepsi exclusivamente para os estados do Rio de Janeiro e Rio Grande do Sul.
Em 1989, foi adquirida pelo Grupo Garantia, controlado por Jorge Paulo Lemann, Marcel Herrmann Telles e Carlos Alberto Sicupira.
Em 1994, adquire a Cervecera Nacional, na Venezuela. No mesmo ano, inaugurou sua primeira fábrica no exterior, começando na Argentina.
Em 1995, a Brahma se associou a Miller e criaram uma joint-venture para distribuição. Em 1996, a Brahma lança o seu primeiro isotônico, o Marathon.
Em 1997, a Brahma abriu seu capital na bolsa de Nova York. No mesmo ano, adquiriu as unidades produtivas da Pepsi no Brasil, pertencentes à empresa argentina BAESA e também expandiu sua distribuição dos produtos Pepsi no Brasil. Também em 1997, a Brahma se une à Gessy Lever (hoje Unilever) para produzir a Lipton Ice Tea.
Em 1999, fundiu-se à Companhia Antarctica Paulista, para a formação da Companhia de Bebidas das Américas (AmBev). No ano seguinte, o Conselho Administrativo de Defesa Econômica (CADE) aprovou a fusão com três restrições principais. Apesar da fusão, a AmBev continuou a vender a cerveja Brahma com as mesmas características anteriores, e mesmo nome. Porém, devido à fusão, decidiu-se que só os refrigerantes da Antarctica permaneceriam sendo vendidos, e vários refrigerantes da Brahma foram extintos.
Em 2006, por decreto federal do governo Lula, o arquivo privado da companhia tornou-se de interesse público e social por possuir documentos relevantes para a história, a cultura e o desenvolvimento do Brasil.

## Cronologia dos Presidentes
Joseph Villiger: 1888 - 1894
Georg Maschke: 1894 - 1906
Johann Künning: 1906 - 1937
Franz Icken: 1938 - 1941
Heinrich Künning: 1941 - 1967
Rudolph Ahrns: 1967 - 1969
Karl Hubert Gregg: 1969 - 1989
Marcel Hermann Telles: 1989 - 1999

## A companhia na linha do tempo
- 1914 - Ocorre o lançamento da Malzbier Brahma, uma cerveja estilo stout, lançado oficialmente em 1918 sob o slogan "saborosa e nutriente, recomendada especialmente às senhoras que amamentam”.
- 1918 - A Companhia lançou seu primeiro refrigerante, conhecido simplemente como Soda Limonada Brahma.
- 1935 - Lançamento da Brahma Chopp. A gravação da música "Chopp em Garrafa" da agência de Bastos Tigre e interpretada por Orlando Silva será a primeira peça publicitária feita exclusivamente para o rádio no Brasil, gravação disponível no YouTube.
- 1924 - A Companhia lançou o primeiro refrigerante sabor Guarana, com o nome Guarana Genuino. Após uma disputa legal com a Companhia Antarctica Paulista, em 1927 mudou seu nome a Guarana Brahma. O refri foi discontinuado en 2001.
- 1933/34 - Ocorre o lançamento da cerveja Brahma Chopp no verão. Em face da queda nas vendas, devida à recessão econômica, a Brahma lança uma cerveja tipo Pilsner, com sabor similar ao chope, usando, como apelo de marketing, a promessa de o consumidor poder saborear o mesmo chope dos bares em casa, a qualquer hora.
- 1943 - Ocorre o lançamento da Brahma Extra, uma cerveja lager, forte e encorpada. O slogan da época era "Extra no sabor, extra na qualidade, extra nos ingredientes, Cerveja Brahma Extra, em garrafas ou garrafas".
- 1968 - No Rio Grande do Sul, ocorre a inauguração da "Estação Experimental de Cevada", com o objetivo de testar as novas variedades de cevada, e fazer também estudo de adaptações ao solo e clima da região.
- 1972 - A Companhia Cervejaria Brahma adquiriu os ativos da Fábrica Fratelli Vita e lança em 1976 o refrigerante de laranja Sukita.
- 1980 - O refrigerante Soda Limonada Brahma mudou seu nome a Limão Brahma, sendo oferecida ate 2004.
- 1982 - Ocorre o lançamento da Brahma Light, a primeira cerveja light do Brasil com baixa fermentação e baixo teor alcoólico.
- 1984 - Ocorre o lançamento do Malt 90 em latas ou garrafas.
- 1988 - Cumpriram-se 100 anos desde a criação da Manufactura de Cerveja Brahma Villiger e Companhia, portanto, 100 anos desde que o primeiro chope da marca Brahma foi lançado.
- 1989 - Ocorre o lançamento da "Brahma Extra" em latas de alumínio.
- 1993 - Nesse ano, surgiu a "Brahma Extra" em long neck com tampa twist, o que descartava o uso de abridores.
- 1995 - É lançado a "Brahma Bock", uma cerveja extremamente forte. O seu consumo é indicado apenas nos períodos de inverno.
- 1996 - Ocorre o lançamento da cerveja Malzbier (em long neck).
- 1998 - Lançamento da cerveja "Brahma Extra" (em long neck de 355 ml).
- 1999 - Ocorre o lançamento da "Brahma Chopp" em embalagens comemorativas que remetiam às garrafas de champagne. O lançamento se deu devido à comemoração da chegada do novo milênio. Fusão com a Antarctica e criação da AmBev.

## Marcas
- Brahma Chopp
- Brahma Extra
- Brahma Light
- Brahma Malzbier
- Malt 90
- Guaraná Brahma
- Limão Brahma
- Sukita
- Marathon